# Bangers and mash

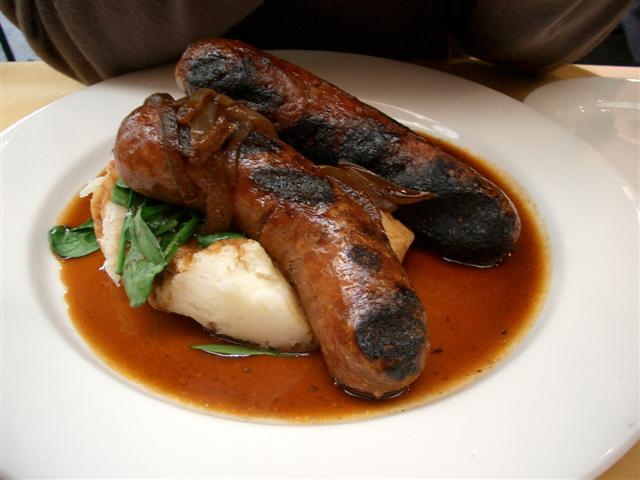
Bangers and mash.

Bangers and mash (o sausages and mash) es el nombre coloquial británico para referirse comúnmente a las salchichas (bangers) servidas con puré de patatas (mash). Las salchichas pueden ser de una variedad con sabor a cerdo, cerdo con manzana, tomate, ternera etc. El plato suele servirse acompañado de verduras como guisantes y gravy de cebolla.
Se ha declarado que el término bangers and mash tiene sus orígenes en la Segunda Guerra Mundial cuando las salchichas eran de tan baja calidad que cuando las cocinaban explotaban parcialmente, pero se ha venido usando desde al menos 1919.
Junto con las jellied eels y pie and mash, este plato tiene un significado icónico entre los de la clase obrera de Londres.